# Puchar Świata w narciarstwie alpejskim 1995/1996
Sezon 1995/1996 Pucharu Świata w narciarstwie alpejskim rozpoczął się 16 listopada 1995 w amerykańskim Vail (kobiety) i 12 listopada 1995 we francuskim Tignes (mężczyźni), a zakończył 10 marca 1996 w norweskim Kvitfjell. Była to 30. edycja pucharowej rywalizacji. Rozegrano 33 konkurencje dla kobiet (8 zjazdów, 7 slalomów gigantów, 7 supergigantów, 10 slalomów specjalnych oraz 1 kombinację) i 35 konkurencji dla mężczyzn (9 zjazdów, 9 slalomów gigantów, 6 supergigantów, 9 slalomów specjalnych oraz 2 kombinacje).
Puchar Narodów (łącznie) zdobyła reprezentacja Austrii, wyprzedzając Szwajcarię i Włochy.

## Puchar Świata w narciarstwie alpejskim kobiet
Wśród kobiet najlepszą zawodniczką okazała się Niemka Katja Seizinger, która zdobyła 1472 punkty, wyprzedzając reprezentacyjną koleżankę Martinę Ertl i Austriaczkę Anitę Wachter.
W poszczególnych klasyfikacjach tryumfowały:
- Picabo Street – zjazd
- Elfi Eder – slalom
- Martina Ertl – slalom gigant
- Katja Seizinger – supergigant
- Anita Wachter – kombinacja

## Puchar Świata w narciarstwie alpejskim mężczyzn
Wśród mężczyzn najlepszym zawodnikiem okazał się Norweg Lasse Kjus, który zdobył 1216 punktów, wyprzedzając Austriaka Günthera Madera i Szwajcara Michaela von Grünigena.
W poszczególnych klasyfikacjach tryumfowali:
- Luc Alphand – zjazd
- Sébastien Amiez – slalom
- Michael von Grünigen – slalom gigant
- Atle Skårdal – supergigant
- Günther Mader – kombinacja

## Puchar Narodów (kobiety + mężczyźni)
- 1.  Austria – 11071 pkt
- 2.  Szwajcaria – 7181 pkt
- 3.  Włochy – 6284 pkt
- 4.  Niemcy – 4602 pkt
- 5.  Norwegia – 4509 pkt